# Coloburella
Genre
Coloburella est un genre de collemboles de la famille des Isotomidae.

## Liste des espèces
Selon Checklist of the Collembola of the World (version du 5 septembre 2019) :
- Coloburella cassagnaui Rusek, 1972
- Coloburella linnaniemii (Denis, 1926)
- Coloburella manubrialis Stach, 1965
- Coloburella octogenaria (Mills & Schmidt, 1957)
- Coloburella reticulata Latzel, 1917
- Coloburella sheshanica Chen, 1985
- Coloburella vandeli Cassagnau & Delamare Deboutteville, 1951
- Coloburella zangherii (Denis, 1924)

## Publication originale
- Latzel, 1917 : Neue Kollembolen aus den Ostalpen und dem Karstgebiete. Verhandlungen der Zoologisch-Botanischen Gesellschaft in Wien, vol. 67, p. 232-252 (texte intégral).